# Ceriantharia
I Ceriantari (Ceriantharia Perrier, 1893) sono una sottoclasse di cnidari della classe degli Antozoi.

## Descrizione
Sebbene assomiglino molto alle attinie, da molti ricercatori vengono considerati come una sottoclasse diversa di antozoi, mentre altri li inseriscono in Hexacorallia, condividendo quindi la stessa sottoclasse con Actinaria, Zoanthidea, Scleractinia e altri ordini. Sono solitari e vivono sepolti in sedimenti cedevoli. I ceriantari vivono all'interno di tubi composti da un materiale fibroso fatto di muco secreto e fili di organuli simili a nematocisti, noti come "tipocisti".
I Ceriantari – detti anche "anemoni tubiformi" – sono dotati di una doppia corona di tentacoli di dimensioni nettamente diverse. La corona esterna è composta da grandi tentacoli che si assottigliano alla punta e sono per lo più utilizzati per la cattura del cibo e la difesa. I tentacoli interni più piccoli, sono tenuti più eretti rispetto agli esterni e sono utilizzati per la manipolazione e l'ingestione degli alimenti. 
I ceriantidi, a differenza delle attinie ma anche degli zoantidi, non sono in grado di chiudere il proprio disco orale e ritirare i propri tentacoli, ma grazie ad una forte muscolatura longitudinale lungo la parete del corpo, sono in grado di contrarsi molto rapidamente per nascondersi nel proprio tubo.
Alcune specie come Anactinia pelagica sono pelagiche e non sono attaccate al fondo; hanno invece una cella con del gas all'interno del disco pedale, che permette loro di galleggiare a testa in giù vicino alla superficie dell'acqua.

## Tassonomia
I Ceriantharia sono stati inizialmente classificati fra i Ceriantipatharia assieme ai coralli neri, gli Antipatharia, per essere solo in seguito spostati in una sottoclasse specifica. Altre ricerche invece suggeriscono l'inclusione di Ceriantharia come un ordine nella sottoclasse Hexacorallia.
La sottoclasse Ceriantharia comprende 2 ordini e 3 famiglie:
- Ordine Penicilaria
  - Arachnactidae McMurrich, 1910
- Ordine Spirularia
  - Botrucnidiferidae Carlgren, 1912
  - Cerianthidae Milne-Edwards & Haime, 1852

I due ordini si differenziano per la struttura degli cnidociti, le dimensioni del disco orale e la struttura dei mesenteri.